# Joachim Hossenfelder

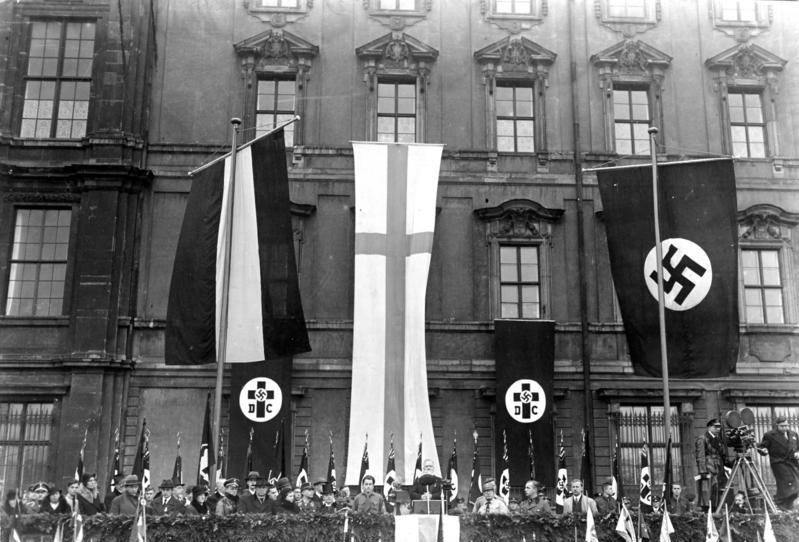
Hossenfelder hält am 19. November 1933 zum Luthertag die Ansprache auf der Terrasse des Berliner Schlosses im Lustgarten.

Joachim Hossenfelder (* 29. April 1899 in Cottbus; † 28. Juni 1976 in Lübeck) war als deutscher evangelischer Theologe und Geistlicher ein führender Vertreter der nationalsozialistischen Deutschen Christen (DC).

## Leben
Als Student war er Mitglied des Vereins Deutscher Studenten Breslau. und Teilnehmer an Kämpfen der Freikorps in Schlesien. Hossenfelder, der früh mit dem Nationalsozialismus in Berührung gekommen war, trat zum 1. April 1929 der NSDAP bei (Mitgliedsnummer 124.881).
Seit 1923 evangelischer Landpfarrer in Alt Reichenau in Schlesien, wurde er 1931 Pfarrer an der Christuskirche in Berlin. 1932 war er Mitbegründer der antisemitischen Glaubensbewegung und wurde ihr erster Reichsleiter. Er verstand die Deutschen Christen als „die SA Jesu Christi“.
Die Ernennung Hitlers zum Reichskanzler begrüßte Hossenfelder am 3. Februar 1933 in der Berliner Marienkirche mit großer Freude, indem er „unseren Adolf Hitler“ als „Mann aus einem Guss, gegossen aus Reinheit, Frömmigkeit, Energie und Charakterstärke“ charakterisierte.
Am 6. September 1933 bestimmte ihn der DC-beherrschte Evangelische Oberkirchenrat bei der Abschaffung der Generalsuperintendenten zu seinem Geistlichen Vizepräsidenten sowie zum Mitglied der Reichskirchenregierung und besetzte mit ihm die neugeschaffene Stelle eines „Bischofs von Brandenburg“.
Im November 1933 kam es nach dem Sportpalastskandal zu Flügelkämpfen innerhalb der Deutschen Christen. Dies hatte im Dezember 1933 die Beurlaubung Hossenfelders von allen seinen Ämtern durch den Reichsbischof Müller zur Folge, woraufhin Hossenfelder am 21. Dezember seinen Rücktritt erklärte. Die Stelle des Bischofs von Brandenburg blieb bis 1945 vakant.
Im Jahr 1939 wurde Hossenfelder Pfarrer an der Potsdamer Friedenskirche. Nach dem Ende des Zweiten Weltkriegs war er ab 1947 Pfarrer und Taubstummenseelsorger in Vehlow. Von 1954 bis 1969 war er Pfarrer in Ratekau für die Evangelisch-Lutherische Landeskirche Eutin.

## Schriften
- Die Richtlinien der deutschen Christen. Hrsg. von Joachim Hossenfelder. Berlin 1932, DNB 575825774.
- Unser Kampf (= Schriftenreihe der „Deutschen Christen“. Heft 1). M. Grevemeyer, Berlin-Charlottenburg 1933, OCLC 236223312; 2. Aufl. Gesellschaft für Zeitungsdienst, Berlin; H. G. Wallmann, Leipzig 1933, DNB 580237184.
- Volk und Kirche. Die amtlichen Berichte der ersten Reichstagung 1933 der Glaubensbewegung „Deutsche Christen“ (= Schriftenreihe der „Deutschen Christen“. Heft 4). Berlin, 1933, OCLC 316205354 (Tagungsband); 2. und 3. Aufl. Grevemeyer, Berlin-Charlottenburg 1933.